# Кливленд, Кэрол
Кэ́рол Кли́вленд (англ. Carol Cleveland, 13 января 1942, Лондон) — британская актриса театра и кино.

## Биография
Родилась 13 января 1942 года в Лондоне в семье актёров. Стала известна благодаря своему участию в работах группы «Монти Пайтон». Иногда её называли седьмым участником группы. Она играла не только в сериале «Летающий цирк Монти Пайтон», но и во всех полнометражных фильмах и даже принимала участие в концертных выступлениях. Её образ в «Летающем цирке Монти Пайтон» — очаровательная бестолковая блондинка.
После распада группы она мало снималась в кино, зато успешно играла в театральных постановках.

## Фильмография
- «Мстители (телесериал)»
- «Святой (телесериал)»
- 1967 — «Графиня из Гон-Конга»
- 1969—1974 — «Летающий цирк Монти Пайтон» (телесериал)
- 1971 — «А теперь нечто совсем другое»
- 1975 — «Монти Пайтон и Священный Грааль»,
- 1979 — «Житие Брайана по Монти Пайтону»
- 1981 — «Смысл жизни по Монти Пайтону»
- 1982 — «Монти Пайтон в Голливуде» (фильм-концерт)
- 1974 — «Старый Дракула»
- 1975 — «Возвращение Розовой пантеры»
- 1986 — «Улица полумесяца»

## Работы в театре
- 1975 — «Ленни»
- 1977 — «Травести»
- 1979 — «Кошка на раскалённой крыше»
- 1980 — «Сон в летнюю ночь»
- 1994 — «Помпоны вверх!» (моноспектакль, 1994?)
- 2002 — «Первая полоса»
- 2003 — «Пять седоволосых леди на скамейке в Грин-парке»
- 2007 — «Я не мессия (Он очень непослушный мальчик)»